# Metopeurum achilleae
Metopeurum achilleae är en insektsart. Metopeurum achilleae ingår i släktet Metopeurum och familjen långrörsbladlöss. Inga underarter finns listade i Catalogue of Life.